# Ібрагім (присілок)
Ібрагі́м (рос. Ибрагим, башк. Ибраһим) — присілок (у минулому селище) у складі Ілішевського району Башкортостану, Росія. Входить до складу Старокуктовської сільської ради.
Населення — 132 особи (2010; 118 у 2002).
Національний склад:
- башкири — 96 %

Стара назва — селище 5-6 Участок, в радянські часи існували окремі населені пункти 5-й Участок та 6-й Участок.